# هادسن (تگزاس)
هادسن، تگزاس (به انگلیسی: Hudson, Texas) یک شهر در ایالات متحده آمریکا با جمعیت ۴٬۷۳۱ نفر است که در تگزاس واقع شده‌است.

## موقعیت جغرافیایی
موقعیت جغرافیایی شهرها و مناطق اطراف به شرح زیر است: